# Lithophane torrida
Lithophane torrida là một loài bướm đêm trong họ Noctuidae.